# Фотографическая зенитная труба
Фотографическая зенитная труба (ФЗТ) — это астрометрический инструмент для совместных определений широты и поправки часов по наблюдениям околозенитных звезд. Состоит из металлической колонны, укрепленной 
вертикально на массивном фундаменте. На её верхней части помещается объектив с диаметром 20—25 см и
фокусным расстоянием около 400 см. Внизу под объективом на половине фокусного расстояния помещается
ртутный горизонт. Лучи звезд, находящихся близко к зениту, пройдя объектив и отразившись от поверхности
ртути, идут вверх и образуют точечные изображения звезд ниже объектива на несколько см. В этом месте,
перпендикулярно к оптической оси, помещается кассета с фотопластинкой, которая плавно передвигается
часовым механизмом перпендикулярно к плоскости небесного меридиана. Управление инструментом
осуществляется либо дистанционно, либо автоматически по заданной программе. 
Идея отражательной зенитной трубы была выдвинута гринвичским астрономом Дж. Эйри еще в середине XIX века. Первая ФЗТ была построена американским астрономом Ф. Россом и установлена на Международной широтной станции в Гейтерсберге (США) в 1911 г. В середине XX века ФЗТ была распространенным астрометрическим инструментом, на котором велись регулярные наблюдения. В СССР в 1957 г. на Государственном оптико-механическом заводе (ГОМЗ) были изготовлены ФЗТ для Пулковской
обсерватории и ГАИШ (D=250 мм, F= 4000 мм). Позднее (1975 г.) пулковская ФЗТ была передана Международной широтной
станции в Китабе (УзССР). В ГАИШ наблюдения на ФЗТ прекращены из-за высокого содержания паров ртути в
павильоне инструмента.